# Jigureul Jikyeora!
Jigureul Jikyeora! (Título coreano: 지구를 지켜라!; Título em inglês: Save the Green Planet!) é um filme de comédia de ficção científica sul-coreano escrito e dirigido por Jang Joon-hwan, lançado em 4 de abril de 2003. A história básica começa quando o personagem principal, Lee Byeong-gu, sequestra outro homem, convencido de que este é um alienígena.
Um remake em inglês, intitulado Bugonia, será lançado em 7 de novembro de 2025.

## Elenco
| Ator            | Personagem             |
| --------------- | ---------------------- |
| Shin Ha-kyun    | Lee Byeong-gu          |
| Baek Yoon-sik   | Kang Man-shik          |
| Hwang Jeong-min | Su-ni                  |
| Lee Jae-yong    | Detetive Choo          |
| Lee Ju-hyeon    | Detetive Kim           |
| Gi Ju-bong      | Líder de Esquadrão Lee |
| Ye Soo-jung     | Mãe de Byung-goo       |

## Produção
Jang concebeu pela primeira vez a ideia de Jigureul Jikyeora! enquanto assistia ao filme Misery. Ele gostou, mas ficou desapontado com a falta de profundidade da personagem Annie Wilkes e, portanto, decidiu que se fizesse um filme sobre um sequestro, seria encenado do ponto de vista do sequestrador. Mais tarde, Jang se deparou com um site excêntrico acusando o ator Leonardo DiCaprio de ser um alienígena que queria conquistar a Terra seduzindo todas as suas mulheres, e decidiu combinar os dois conceitos.

## Remake
Em maio de 2020, foi anunciado que a CJ Entertainment produziria um remake em inglês do filme cult com a dupla de cineastas Ari Aster e Lars Knudsen, cujos créditos incluem Midsommar e Hereditary. Em fevereiro de 2024, foi relatado que Yorgos Lanthimos foi escalado para dirigir o remake, com Aster produzindo ao lado de Ed Guiney e Andrew Lowe da Element Pictures. Em maio de 2024, a Focus Features adquiriu todos os direitos fora da Coreia do Sul para o projeto, que desde então foi renomeado para Bugonia, estrelado por Emma Stone e Jesse Plemons. Em junho daquele ano, foi anunciado que o filme teria lançamento previsto para novembro de 2025.

## Prêmios e indicações
Blue Dragon Film Awards
- Melhor Ator Coadjuvante: Baek Yoon-sik
- Melhor Novo Diretor: Jang Joon-hwan

Festival Internacional de Cinema Fantástico de Bruxelas
- Prêmio Corvo de Ouro

Festival Internacional de Cinema Independente de Buenos Aires
- Melhor Atriz: Hwang Jeong-min
- Prêmio ADF de Cinematografia

Director's Cut Awards
- Melhor Novo Diretor: Jang Joon-hwan

Grand Bell Awards
- Melhor Ator Coadjuvante: Baek Yoon-sik
- Melhor Novo Diretor: Jang Joon-hwan
- Melhor Som

Korean Film Awards
- Melhor Ator Coadjuvante: Baek Yoon-sik
- Melhor Novo Diretor: Jang Joon-hwan

25º Festival Internacional de Cinema de Moscou
- Nomeação - São Jorge de Ouro
- São Jorge de Prata

Puchon International Fantastic Film Festival
- Melhor de Puchon

Busan Film Critics Awards
- Melhor Filme
- Best Ator: Shin Ha-kyun
- Melhor Novo Diretor: Jang Joon-hwan

Festival Internacional de Cinema de Roterdão
- Menção Especial do Prêmio KNF